# Cultivo axénico
En biología, cultivo axénico ( /eɪˈzɛnɪk/,  /eɪˈzinɪk/) describe un cultivo en el que solo una especie, variedad o cepa de organismo está presente y completamente libre de todos los demás organismos (contaminantes). Los primeros cultivos axénicos fueron de bacterias o eucariotas unicelulares, pero también son posibles los cultivos axénicos de muchos organismos multicelulares. Los cultivos axénicos son muy extraños en la naturaleza. En los medios naturales como el suelo, agua, o en el cuerpo humano, existen cultivos mixtos que consisten en muchas y diferentes especies de forma conjunta. El cultivo axénico es una herramienta importante para el estudio de organismos simbióticos y parásitos en un ambiente controlado. Un cultivo axénico se obtiene artificialmente en un laboratorio.

## Métodos para obtener y propagar los cultivos axénicos
Los cultivos axénicos de microorganismos se preparan típicamente por subcultivo de un cultivo mixto existente. Esto puede implicar el uso de una serie de dilución, en la que un cultivo se diluye sucesivamente hasta el punto en que las submuestras contienen solo unos pocos organismos individuales, idealmente solo un individuo (en el caso de una especie asexual). Se permite que estos subcultivos crezcan hasta que se pueda determinar la identidad de sus organismos constituyentes. La selección de aquellos cultivos que consisten únicamente en el organismo deseado produce el cultivo axénico. La selección de subcultivos también puede implicar el muestreo manual del organismo objetivo de un frente de crecimiento no contaminado en un cultivo mixto, y su uso como fuente de inóculo para el subcultivo.

## Usos
Tener un cultivo axénico permite facilitar el estudio de ciertos microorganismos. Sin embargo, presenta dificultades al no considerar los cambios fisiológicos y morfológicos que pueden tener estos organismos al no encontrarse en su cultivo natural. 